# August Henning Drechsler
August Henning Drechsler (* 8. Februar 1802 in Ebeleben; † 25. Juni 1885 in Arnstadt) war ein deutscher Verwaltungsjurist und Politiker.

## Leben
Drechsler war ein Sohn des Justizamtmanns Carl Alexander Drechsler und dessen Ehefrau Sophie Auguste Christiane geb. Gerber. Er war evangelisch-lutherischer Konfession und heiratete am 5. Juni 1825 in Schernberg Adolphine Wilhelmine Auguste Caroline Weise (* 5. Juni 1805 in Schernberg; † 15. Dezember 1882 in Arnstadt), die Tochter des Pfarrers Anton Friedrich Benjamin Weise. Otto Drechsler war sein Neffe.
Drechsler studierte Rechtswissenschaft in Jena. Während seines Studiums wurde er 1821 Mitglied der Jenaischen Burschenschaft. Nach seinem Studium war er 1825 Amtsaktuar in Clingen. Von 1836 bis 1847 war er Justizamtmann des Justizamtes Schernberg-Ebeleben. 1848 wurde er Vorstand des Verwaltungsamtes Gehren. Am 1. Juli 1850 wurde er Vorstand der II. Abteilung (Inneres) des Ministeriums in Sondershausen im Märzministerium Friedrich Chop. Im Mai 1855 wurde Oscar von Elsner Staatsminister in Sondershausen. Wenig später am 26. Juni 1855 wurde Drechsler zur Disposition gestellt. Er trug den Titel eines Regierungsrates und 1854 eines Staatsrates.
Vom 29. Dezember 1851 bis zum 23. Mai 1853 war er Abgeordneter im Landtag des Fürstentums Schwarzburg-Sondershausen. Auch wenn er konservative Positionen vertrat, war er im Verfassungsstreit ein Unterstützer der Regierung Chop.

## Nachweise
1. ↑  eingeschrieben am 6. Mai 1820 (Matrikel der Universität Jena 1801‒1854, S. 138).

| Personendaten    | Personendaten                             |
| ---------------- | ----------------------------------------- |
| NAME             | Drechsler, August Henning                 |
| KURZBESCHREIBUNG | deutscher Verwaltungsjurist und Politiker |
| GEBURTSDATUM     | 8. Februar 1802                           |
| GEBURTSORT       | Ebeleben                                  |
| STERBEDATUM      | 25. Juni 1885                             |
| STERBEORT        | Arnstadt                                  |